# 神道無念流
神道無念流（しんとうむねんりゅう しんどうむねんりゅう）は、日本の剣術流派。宝暦年間（1751年 - 1764年）頃に福井兵右衛門嘉平によって創始された。「立居合」という居合も含むが、実際に立居合も学んだ者は極めて少なく、免許皆伝に至った者でも大部分は剣術のみを修めた者であった。

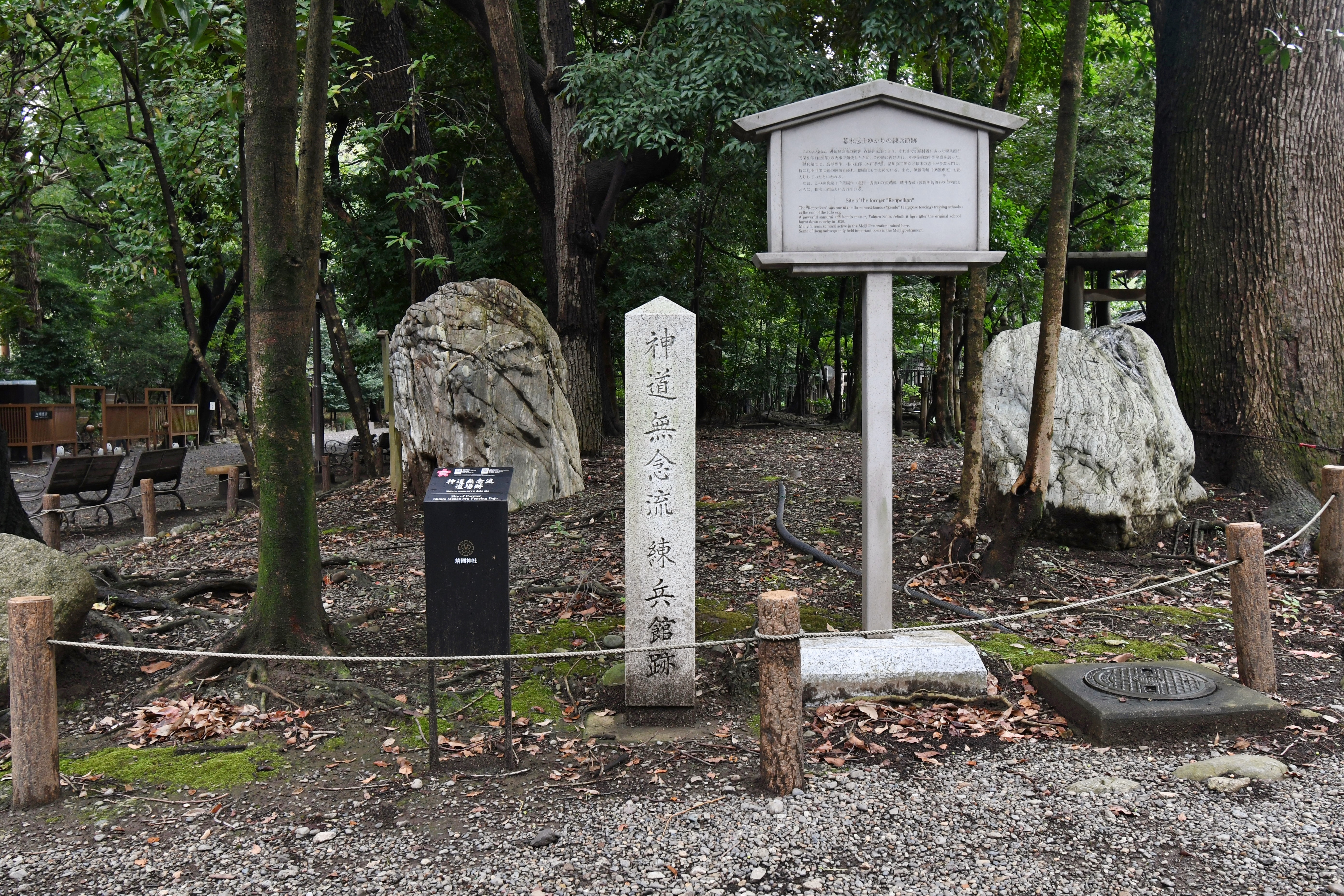
神道無念流練兵館跡（靖国神社境内）

福井嘉平は下野国都賀郡藤葉村（現 栃木県下都賀郡壬生町）出身で野中権内より新神陰一円流を学んだ後、廻国修業し、信州の飯縄山（戸隠山とする文献もあり）の飯綱権現に参篭中、現れた老人より7日間にわたって剣法の妙要を授かり、下山後伝授された妙要から立居合十二剣を編み出し、神道無念流を開いたと伝えられる。
第2代の戸賀崎暉芳（戸賀崎熊太郎）の農民出身の弟子の富吉が果たした「天明の仇討」で神道無念流の名は高まり、入門者が増えて戸賀崎の門弟は3千人を超えたという。第3代の岡田吉利（初代 岡田十松）の頃から関東以外の地域にも広まっていった。
弘化期頃は主に関東地方・東海地方の浪人や農民などの村落部で広まり藩士層にはあまり広まっていなかったが、嘉永期以降、中国地方・北陸地方を中心に本格的に全国の諸藩に広まり、幕末期には、竹刀打込剣術流派としては直心影流に次いで全国で2番目に広まっていた。明治期は大日本武徳会に強い影響力を持ち、一刀流や直心影流と並んで現代剣道の母体となった。
なお、神道無念流の伝承は宗家制ではなく、道統制である。伝系による差異はあれど、そのどれもが免許者により神道無念流の技を伝承していることに違いはない。しかし、太平洋戦争後昭和期にそれぞれの派の伝承者が正統な伝承者であることを指して「宗家」を名乗りはじめたり、免許を授けられていないものが詐称したりといったことから、「宗家」という呼称が混乱を招き、現在にいたるまで無用の軋轢を生じている。

## 現存する系統

### 戸賀崎胤芳の系統（戸賀崎家伝）
岡田十松系とは別に、二代目戸賀崎暉芳（戸賀崎熊太郎）の子・胤芳（二代戸賀崎熊太郎）は岡田吉利（初代岡田十松）の庇護・薫陶をうけ、やがて自らも流儀を継いで、安永7年（1778年）江戸裏二番町に道場を開いて隆盛を博し、当時門弟3000人を数えたという。その後、三代芳栄（喜道軒）、四代芳武（尚道軒）と続いた。五代保之進（好道軒）の時に道場を一時閉鎖した。しかし、戸賀崎氏の出身地武蔵国清久（現・埼玉県久喜市上清久）ではその後も神道無念流として埼玉県東部地区を中心に継承されてきた。そして、平成18年（2006年）、第八代当主・正道が「神道無念流戸賀崎練武道場　恵文館」として、剣道の道場を復興したのち、神道無念流の伝承と継承のための研究会を立ち上げている。現在は、第九代当主・正彦が引継いでいる。

戸賀崎家伝の立居合は他の系統と大きく異なる点が多いとされるが、むしろ、江戸時代後期の高度な剣の精神性を保ったまま(剣技を変えずに)今日に到っている。

この他の戸賀崎系は駿府に伝わった系統がある。幕末に戸賀崎胤芳より皆伝を受けた駿府奉行所同心・小倉隼太は駿府に帰り、明治2年（1869年）より同心屋敷で神道無念流を指導した。廃藩後、隼太の子・小倉笑一は本格的に道場を開くが、明治15年（1869年）に道場を閉じた。笑一より神道無念流を学んだ甥の小倉孝一は新陰流も修行し、道場を再建して「神道無念流剣道場 春風館」を開いた。小倉孝一は大日本武徳会静岡支部道場教授・静岡県警察部剣道講師・静岡商業学校の剣道教師も務め、台覧試合にも出場している。現在の春風館では剣道・伯耆流居合・杖道が指導されているが、神道無念流が伝えられているかは不明である。

### 八戸　神道無念流
八戸　神道無念流　
八戸初代佐藤萬次郎が　江戸撃剣館にて岡田助右衛門より教えを受け、八戸に帰郷後、　　　奇正館という名の道場を構え　生涯で約千人を越える門弟を指導したと伝わる。八戸の一部の者が八戸　神道無念流の全伝を今も伝えている。

八戸藩伝神道無念流居合（小瀬川充系）
　
4代目正統道統北村益から立居合を習った小瀬川充がその後門弟を集め立居合を指導した。特徴としては袈裟斬りを多用する。稽古地として八戸市及び山梨県（国際水月武術協会）がある。八戸市では八戸藩伝神道無念流居合として八戸市無形文化財の指定をしている。

### 岡田十松の系統
岡田吉利は「撃剣館」という道場を開いた。岡田吉利の弟子に、岡田吉貞（2代目 岡田十松を襲名）、鈴木重明（鈴木斧八郎。のちに鈴木派無念流を開く）や齋藤弥九郎、金子健四郎、江川英龍、藤田東湖、渡辺崋山らがいる。岡田吉利以後は、吉利の子・岡田吉貞（2代目 岡田十松）が第4代となった。吉貞は岡田吉利や齋藤弥九郎を凌ぐ達人であったとされ、隠居後に齋藤の道場「練兵館」の客分となり、練兵館で指導にあたった。

第3代の岡田吉利の弟子であった齋藤弥九郎は、撃剣館師範代を務めた後、文政9年（1826年）に練兵館を開いた。齋藤を凌ぐ実力の岡田吉貞が、弟の岡田利章（3代目・岡田十松）に撃剣館と流儀を継承（第5代）させ、自身は練兵館の客分となって指導にあたった。練兵館は、千葉周作（北辰一刀流）の玄武館、桃井春蔵（鏡新明智流）の士学館と並ぶ隆盛を誇ったといわれ、後に幕末江戸三大道場と言われている。
練兵館および齋藤家から諸藩への指導は、地方に一時的に滞在しての指導と、江戸の練兵館に入門した者への指導や諸藩の江戸藩邸での指導のみで、大村藩に召し抱えられた斎藤歓之助（後述）を除いて齋藤家から諸藩に正式に仕官した事例は無い。

岡田十松の系統として現存しているのが確認できるのは齋藤弥九郎の系統である長州藩伝、大村藩伝、関東派である。
また、二代目岡田十松の系統も現存していると言われている。

#### 二代目岡田十松の系統
撃剣館を創立した岡田十松の子、二代目岡田十松は、齋藤弥九郎が練兵館を創立すると、早々にその子に撃剣館を譲り、自らは練兵館の客分となった。しかし、純粋剣士であった二代目十松は、戦いに勝つための剣技の追求に重きを置いていて、弥九郎であれば、絶対に納得できない秘剣、顔をそむける必殺剣もあり、弥九郎の兵法の総合教育と人間力向上の方針とは、内容が異なっている。

　大村藩士楠本章三郎（楠本正隆実弟）は、先輩の仏生寺弥助とともに二代目十松から特に目をかけられ、章三郎門下の皆伝者では、二代目十松独自の伝承が残る。現在、豊田喜代子（当代）（大村市）にて伝承されている。

#### 長州藩伝
長州藩には岡田吉利から神道無念流を学んだ者もいたが、本格的な導入は斎藤新太郎（齋藤弥九郎の長男）に始まる。長州藩からは桂小五郎、太田市之進らを輩出した。

現在残っている系統は、幕末に練兵館で齋藤弥九郎、齋藤新太郎に就いて修行した二宮久の系統である。二宮久から木村栄寿に伝えられ、木村は中山博道にも師事した。昭和2年（1927年）、木村は山口県防府市に道場を開き、中山から心信館と命名され、有信館山口支部と認められた。

木村栄寿の門下には、田原晃、清水聡治、橋本正武、額田長、久保勲、木村剛樹、木村高士がいる。

この系統の立居合は本来の立居合十二剣の他に、幕末の長州藩主・毛利敬親を称えて編み出された「毛利敬親卿御流」という7本の形が加えられている。

### 大村藩伝
斎藤歓之助（齋藤弥九郎の三男）が嘉永4年（1851年）に大村藩に仕え、嘉永7年（1854年）に練兵館初代塾頭だった荘勇雄とともに江戸詰から大村に移り、藩主大村純熈は歓之助の屋敷内に齋藤道場を増築。神道無念流を藩の正式な剣術流派とした。練兵館では、荘の後、長州藩の桂小五郎に続き、三代目塾頭を渡辺昇が務め、同門であった柴江運八郎は帰郷し、齋藤道場の師範代および藩校での指南役を務めた。柴江の後は、寺井市太郎 － 寺井知高と伝えられ、寺井は中山博道の内弟子に入り重ねて修行。現在、豊田喜代子（当代）にて伝承されている。

系譜
```
 
福井嘉平
―
戸賀崎暉芳
―
岡田吉利
―
斎藤弥九郎
―
斎藤歓之助
―
柴江運八郎
―寺井市太郎―
寺井知高
―豊田喜代子
```

#### 関東派
斎藤新太郎（2代目・齋藤弥九郎）の弟子であった長岡藩士・根岸信五郎は、北越戦争を生き残り、明治13年（1880年）頃、東京に有信館という道場を開いた。根岸から流儀を継承した中山博道によって、有信館は修道学院（中西派一刀流高野佐三郎道場）と並ぶ戦前の剣道界の二大勢力となった。

中山博道の高弟のうち中倉清、羽賀準一、中島五郎蔵は「有信館三羽烏」と呼ばれた。このうち、中倉は剣道の公式戦69連勝という前人未踏の記録を打ち立て、「昭和の武蔵」と呼ばれた。羽賀は戦後も、足払いや投げ技などの組討ちを行う戦前のままの剣道を指導した。羽賀の弟子たちは、昭和41年（1966年）に一剣会羽賀道場を設立し、後には日本剣道協会を設立し、全日本剣道連盟の剣道では禁止されている足払いや組討ちなどの有効な、戦前のままの剣道を稽古し続けている。

関東派の道統は、中山博道の子息・中山善道に師事し、剣術および居合の全伝を教授された佐伯宗一郎が九代目を継承した。佐伯宗一郎の死去に伴い、その道統は同じく中山善道に師事し剣術、居合の全伝の免許を授けられ、中山家から有信館の館名を受け継いだ小川武に継承された。他にも善道の弟子で免許者はいるため、道統は他にもあろうが、日本古武道協会や日本古武道振興会に加盟し、公に中山善道の伝系として活動しているのが確認できるのは小川武の有信館道場のみである。

系譜
```
福井兵右衛門嘉平
―
戸賀崎熊太郎暉芳
―
岡田十松吉利
―
斎藤弥九郎
善道―
斎藤新太郎
龍善―
根岸信五郎
―
中山博道
―
中山善道
―佐伯宗一郎―小川武
```

### 流派外に伝わっているもの

#### 警視流木太刀形・立居合
明治19年（1886年）頃に警視庁で制定された警視流の木太刀形と立居合に、神道無念流の形が1本ずつ採用されている。中山博道は警視庁の剣道主席師範を務め、警視流木太刀形も積極的に修練していた。木太刀形は現在も警視庁の剣道家に伝承されている。立居合は現在の警視庁では有志で組織された同好会によって伝承されている。

#### 全日本居合道連盟刀法
三本目に　切り上げという名で、神道無念流の業が1本採用されている。

## 技法内容など

### 剣術
神道無念流の剣術の特徴は、「力の剣法」と言われる如く、木刀及び竹刀稽古では「略打（軽く打つこと）」を許さず、したたかに「真を打つ」渾身の一撃を一本とした点にある。そのため、他流派よりも防具を牛革などで頑丈にしていた。幕末の江戸三大道場は道場主の名から「位は桃井、技は千葉、力は齋藤」と評されており、神道無念流は他流派と比べて力の剣とされていたことがうかがえる。昭和初期に行われた天覧試合の記録映像でも、優勝した増田真助を始めとする有信館の選手たちが、竹刀を頭上に大きく振り上げて力強い打突を繰り出していることが確認できる　他流試合については、初め禁止されていたようであるが、幕末期には盛んに行われていた。斎藤歓之助（齋藤弥九郎の三男）が千葉栄次郎（千葉周作の次男）に胴を打たれて負け、大川平兵衛も逸見長英（甲源一刀流第5世）に同じく胴を打たれて負けたことや、樋口定暠（馬庭念流第14世）の口伝の中にも「神道無念流を相手にする場合は胴を狙え」という内容があるように、神道無念流は胴技に対して苦手であることが、他流から認識されていたようである。齋藤歓之助が敗れた後は、面・小手のみの着用だった神道無念流も胴・垂をつけるようになり、胴技も取り入れられることとなった。

### 居合
神道無念流の居合の特徴は「立居合」という名称の通り、座った状態で行う業は全く無く立った状態の業のみである。

### 形
- 五加五形（行）　　口伝
- 非打　十本　　　　口伝
- 立居合　十二剣　　口伝
- 統合　二剣　　　　口伝
- 奥伝　三本　　　　口伝（八戸）

## 神道無念流を学んだ人物
- 江川英龍（幕臣）
- 藤田東湖（水戸藩）
- 渡辺崋山（田原藩）
- 桂小五郎（長州藩）
- 渡辺昇（大村藩）
- 吉成勇太郎（水戸藩）
- 芹沢鴨（水戸脱藩、新選組　戸賀崎派）
- 新見錦（水戸脱藩、新選組）
- 佐藤萬次郎　(八戸　初代　奇正館)
- 永倉新八（松前脱藩、新選組）
- 伊東甲子太郎（御陵衛士、新選組）
- 大川平兵衛（川越藩）
- 井汲唯一（津山藩）
- 仏生寺弥助（越中国）
- 太田市之進（長州藩）
- 渋沢栄一（徳川慶喜の家臣・幕臣）官僚、実業家

らがいる。特に練兵館においては長州藩士が多く学んでいる。